# The Smiths
The Smiths je bio britanski alternativni rock sastav koji je nastao 1982. u Manchesteru. Članovi benda bili su Morrissey (vokali), Johnny Marr (gitara), Andy Rourke (bas) te Mike Joyce na bubnjevima. Kritičari ih smatraju jednim od najboljih alternativnih sastava britanske indie scene 1980-ih. Izdali su četiri studijska albuma, a 1987. su se raspali zbog nesuglasica između Morrisseya i Marra. Iza sebe su ostavili veliki krug obožavatelja koji još uvijek raste.

## Diskografija

### Studijski albumi
- 1984. - The Smiths
- 1985. - Meat Is Murder
- 1986. - The Queen Is Dead
- 1987. - Strangeways, Here We Come

### Live albumi
- 1988. - Rank